# Karaman
Karaman (tên cũ Larende) là một thành phố ở trung bộ Thổ Nhĩ Kỳ, phía bắc của các núi Taurus, khoảng 100 km (62 mi) về phía nam Konya. Thành phố là thủ phủ của tỉnh Karaman. Theo điều tra năm 2000, dân số tỉnh là 231 872 người trong đó 132.064 người sinh sống ở thành phố Karaman. Quận có diện tích of 3.686 km2 (1.423 dặm vuông Anh), và thành phố nằm ở độ cao trung bình 1.039 m (3.409 ft). Bảo tàng Karaman là một trong những công trình nổi bật ở thành phố này.

## Khí hậu
| Dữ liệu khí hậu của Karaman                  | Dữ liệu khí hậu của Karaman | Dữ liệu khí hậu của Karaman | Dữ liệu khí hậu của Karaman | Dữ liệu khí hậu của Karaman | Dữ liệu khí hậu của Karaman | Dữ liệu khí hậu của Karaman | Dữ liệu khí hậu của Karaman | Dữ liệu khí hậu của Karaman | Dữ liệu khí hậu của Karaman | Dữ liệu khí hậu của Karaman | Dữ liệu khí hậu của Karaman | Dữ liệu khí hậu của Karaman | Dữ liệu khí hậu của Karaman |
| Tháng                                        | 1                           | 2                           | 3                           | 4                           | 5                           | 6                           | 7                           | 8                           | 9                           | 10                          | 11                          | 12                          | Năm                         |
| -------------------------------------------- | --------------------------- | --------------------------- | --------------------------- | --------------------------- | --------------------------- | --------------------------- | --------------------------- | --------------------------- | --------------------------- | --------------------------- | --------------------------- | --------------------------- | --------------------------- |
| Cao kỉ lục °C (°F)                           | 21.2 (70.2)                 | 22.3 (72.1)                 | 28.7 (83.7)                 | 32.3 (90.1)                 | 34.4 (93.9)                 | 37.5 (99.5)                 | 40.4 (104.7)                | 40.4 (104.7)                | 39.1 (102.4)                | 33.2 (91.8)                 | 25.8 (78.4)                 | 22.3 (72.1)                 | 40.4 (104.7)                |
| Trung bình ngày tối đa °C (°F)               | 5.6 (42.1)                  | 7.5 (45.5)                  | 12.9 (55.2)                 | 18.3 (64.9)                 | 23.7 (74.7)                 | 28.3 (82.9)                 | 31.7 (89.1)                 | 31.7 (89.1)                 | 27.7 (81.9)                 | 21.3 (70.3)                 | 13.5 (56.3)                 | 7.5 (45.5)                  | 19.1 (66.4)                 |
| Trung bình ngày °C (°F)                      | 0.7 (33.3)                  | 2.1 (35.8)                  | 6.7 (44.1)                  | 11.7 (53.1)                 | 16.6 (61.9)                 | 20.8 (69.4)                 | 24.0 (75.2)                 | 23.7 (74.7)                 | 19.5 (67.1)                 | 13.8 (56.8)                 | 6.8 (44.2)                  | 2.5 (36.5)                  | 12.4 (54.3)                 |
| Tối thiểu trung bình ngày °C (°F)            | −3.4 (25.9)                 | −2.7 (27.1)                 | 0.9 (33.6)                  | 5.2 (41.4)                  | 9.5 (49.1)                  | 13.3 (55.9)                 | 16.0 (60.8)                 | 15.8 (60.4)                 | 11.3 (52.3)                 | 6.7 (44.1)                  | 1.0 (33.8)                  | −1.7 (28.9)                 | 6.0 (42.8)                  |
| Thấp kỉ lục °C (°F)                          | −26.8 (−16.2)               | −28.0 (−18.4)               | −20.2 (−4.4)                | −8.3 (17.1)                 | −3.1 (26.4)                 | 3.1 (37.6)                  | 6.4 (43.5)                  | 3.6 (38.5)                  | −1.0 (30.2)                 | −8.5 (16.7)                 | −21.2 (−6.2)                | −26.1 (−15.0)               | −28.0 (−18.4)               |
| Lượng Giáng thủy trung bình mm (inches)      | 41.8 (1.65)                 | 33.7 (1.33)                 | 33.6 (1.32)                 | 32.1 (1.26)                 | 34.0 (1.34)                 | 28.0 (1.10)                 | 6.7 (0.26)                  | 8.7 (0.34)                  | 9.2 (0.36)                  | 25.8 (1.02)                 | 32.9 (1.30)                 | 48.8 (1.92)                 | 335.3 (13.20)               |
| Số ngày giáng thủy trung bình                | 10.07                       | 8.10                        | 9.23                        | 9.17                        | 9.70                        | 6.07                        | 1.50                        | 1.33                        | 2.23                        | 5.67                        | 6.50                        | 9.70                        | 79.3                        |
| Số giờ nắng trung bình tháng                 | 105.4                       | 130.0                       | 189.1                       | 234.0                       | 297.6                       | 342.0                       | 387.5                       | 356.5                       | 294.0                       | 229.4                       | 162.0                       | 99.2                        | 2.826,7                     |
| Số giờ nắng trung bình ngày                  | 3.4                         | 4.6                         | 6.1                         | 7.8                         | 9.6                         | 11.4                        | 12.5                        | 11.5                        | 9.8                         | 7.4                         | 5.4                         | 3.2                         | 7.7                         |
| Nguồn: Cơ quan Khí tượng Nhà nước Thổ Nhĩ Kỳ |                             |                             |                             |                             |                             |                             |                             |                             |                             |                             |                             |                             |                             |